# Gosné
Gosné település Franciaországban, Ille-et-Vilaine megyében. Lakosainak száma 2098 fő (2022. január 1.). Gosné Ercé-près-Liffré, Liffré és Saint-Aubin-du-Cormier községekkel határos.

## Népesség
A település népességének változása:
| Lakosok száma | 817  | 1014 | 1195 | 1592 | 1913 | 1998 | 1991 | 2000 | 2025 | 2098 |
|               | 1968 | 1982 | 1990 | 2006 | 2013 | 2015 | 2017 | 2019 | 2020 | 2022 |